# 보스 베이비
《보스 베이비》(영어: The Boss Baby)는 2017년 공개된 미국의 애니메이션 영화로, 말라 프레이지의 어린이 그림책우리 집 꼬마 대장님과진짜 대장이 나타났다를 원작으로 한 작품이다. 드림웍스 애니메이션에서 제작하였으며 톰 맥그래스 감독이 연출하였다.

## 줄거리
어느 날 굴러들어온 아기 동생에게 엄마,아빠의 사랑을 모두 빼앗겨 버린 ‘티모시 레슬린 템플턴’. 평소엔 앙증맞은 베이비, 알고 보니 ‘베이비 주식회사’의 카리스마 보스.
‘보스 베이비’는 비밀 임무를 수행하기 위해 파견근무 중이다. 팀은 엄빠의 사랑을 되찾기 위해, 보스 베이비는 라이벌 ‘퍼피 주식회사’를 무찌르기 위해 원치 않는 공조를 시작한다

## 성우진
| 배역                 | 영어 성우                                  | 한국어 성우                                                                    |
| -------------------- | ------------------------------------------ | ------------------------------------------------------------------------------ |
| 보스 베이비          | 앨릭 볼드윈                                | 이현                                                                           |
| 프랜시스 E. 프랜시스 | 스티브 부세미                              | 이장원                                                                         |
| 팀 템플턴            | 마일스 크리스토퍼 박시 토비 맥과이어(성인) | 문서윤 심규혁(성인)                                                            |
| 테드 템플턴(아빠)    | 지미 키멀                                  | 윤용식                                                                         |
| 재니스 템플턴(엄마)  | 리사 쿠드로                                | 김채하                                                                         |
| 유진 프랜시스        | 콘래드 버넌                                | 소정환                                                                         |
| 법사                 | 제임스 맥그래스                            | 손종환                                                                         |
| 짐보                 | 데이비드 소런                              | 홍범기                                                                         |
| 태비사 템플턴        | 니나 조이 박시                             | ―                                                                              |
| 사진기자             | 월트 돈                                    | ―                                                                              |
| 엘비스               | 제임스 맥그래스 조지프 이조                | 정재헌                                                                         |
| 스테이시             | 비비앤 이                                  | 안소명                                                                         |
| 트리플렛             | 에릭 벨 주니어                             | ―                                                                              |
| 스토리 베어          | 제임스 라이언                              | ―                                                                              |
| 큰 보스 베이비       | 이디 머먼                                  | 김현심                                                                         |
| TV 요리사            | 톰 맥그리스                                | ―                                                                              |
| 기타 배역            |                                            | 권창욱, 김하영, 김현욱, 이재현, 이지현, 정주원, 양세나, 최은후, 김시율, 김태완 |